# Knudsen-Diffusion
Knudsen-Diffusion (nach Martin Knudsen) bezeichnet Diffusionsprozesse, bei denen Teilchen öfter mit Fließbegrenzungen als mit anderen Teilchen zusammenstoßen.  
Dies bedeutet, dass die mittlere freie Weglänge der Teilchen größer ist als eine geometrische Beschränkung. Knudsen-Diffusion tritt also auf, wenn die Knudsen-Zahl sehr viel größer als eins ist:
{\displaystyle Kn\gg 1}
Dies ist für die Diffusion dünner Gase (Knudsen-Gase) in porösen Medien der Fall.
Der Knudsen-Diffusionskoeffizient {\displaystyle D_{\mathrm {K} }} (SI-Einheit {\displaystyle \mathrm {\tfrac {m^{2}}{s}} }) ist abhängig von der Porengeometrie, jedoch unabhängig vom Druck und der molaren Masse eines zweiten Gases, in dem die Diffusion stattfindet. Für eine lange, gerade Pore berechnet sich der Knudsen-Diffusionskoeffizient zu:
{\displaystyle D_{\text{K, Pore}}\approx {\frac {2}{3}}\cdot r\cdot {\sqrt {{\frac {8}{\pi }}\cdot {\frac {R\cdot T}{M}}}}}
mit
- {\displaystyle r}: Porenradius
- {\displaystyle R}: universelle Gaskonstante
- {\displaystyle T}: Temperatur
- {\displaystyle M}: molare Masse des diffundierenden Gases.

Der Knudsen-Diffusionskoeffizient eines Gases in einem porösen Medium lässt sich aus dem Wert für eine einzelne gerade Pore berechnen:
{\displaystyle D_{\text{K, Medium}}={\frac {\varepsilon }{\tau }}\cdot D_{\text{K, Pore}}}
mit
- {\displaystyle \varepsilon }: Porosität des Mediums, die für die Diffusion zur Verfügung steht (verbundene Poren)
- {\displaystyle \tau }: Tortuosität

## Belege
- PDF über Knudsen-Fluss in porösen Medien (Memento vom 2. Mai 2004 im Internet Archive) (111 kB)
- E. L. Cussler: Diffusion – Mass transfer in fluid systems, Cambridge University Press, 1997, ISBN 0-521-56477-8
- Do, Duong D. Adsorption analysis: Equilibria and kinetics. Vol. 2. World Scientific, 1998.